# Oscar de melhor diretor assistente
O prêmio de Melhor Diretor Assistente foi concedido apenas entre a sexta (1932-1933) e a décima (1937) cerimônias. No primeiro ano, a premiação foi múltipla e sem especificação de filmes.

## 1932-1933

### Vencedores
- William Tummel (Fox)
- Charles Dorian (MGM)
- Charles Barton (Paramount)
- Dewey Starkey (RKO)
- Fred Fox (United Artists)
- Scott Beal (Universal)
- Gordon Hollinshead (Warner)

### Outros indicados
- Al Alleborn (Warner)
- Sid Brod (Paramount)
- Orville O. Dull (MGM)
- Percy Ikerd (Fox)
- Arthur Jacobson (Paramount)
- Edward Killy (RKO)
- Joseph A. McDonough (Universal)
- William J. Reiter (Universal)
- Frank Shaw (Warner)
- Ben Silvey (Uinited Artists)
- John Waters (MGM)

## 1934

### Vencedor
- John Waters - Viva Villa! (MGM)

### Outros indicados
- Scott Beal - Imitation of Life (Universal)
- Cullen Tate - Cleopatra (Paramount)

## 1935

### Vencedor
- Clem Beauchamp e Paul Wing - The Lives of a Bengal Lancer (Paramount)

### Outros indicados
- Joseph Newman - David Copperfield (MGM)
- Eric G. Stacey - Les Misérables (Fox)
- Sherry Shourds - A Midsummer Night's Dream (Warner)

## 1936

### Vencedor
- Jack Sullivan - The Charge of the Light Brigade (Warner)

### Outros indicados
- Clem Beauchamp - The Last of the Mohicans (Reliance/United Artists)
- William Cannon - Anthony Adverse (Warner)
- Joseph Newman - San Francisco (MGM)
- Eric G. Stacey - The Garden of Allah (Selznick/United Artists)

## 1937

### Vencedor
- Robert Webb - In Old Chicago (Fox)

### Outros indicados
- Charles C. Coleman - Lost Horizon (Columbia)
- Russ Saunders - The Life of Emile Zola (Warner)
- Eric G. Stacey - A Star Is Born (Selznick/United Artists)
- Hal Walker - Souls at Sea (Paramount)